# Wiesbaden
Wiesbaden [ˈv̥iːsb̥ɑdn̩] és una ciutat del centre d'Alemanya. És la capital de l'estat federat de Hessen. Wiesbaden és a la riba dreta del Rin, a prop de la ciutat de Magúncia (capital de l'estat de Renània-Palatinat) i a uns 30 km de la ciutat de Frankfurt (la més gran de l'estat de Hessen). Wiesbaden tenia 273,871 habitants el 2014.

## Personatges il·lustres
- Jürgen Grabowski (1944), futbolista, campió del món.
- Kevin Kraus (1992), futbolista.
- Julius Buths (1851-1920) pianista i director d'orquestra.
- Alexander Stadtfeldt (1826-1853) compositor d'origen belga.
- Alfred Koerppen (1926), compositor i pedagog.